# 阿米鲁丁希特罗
阿米鲁丁·希特罗，马来西亚政治人物，国阵巫统籍，曾经为雪兰莪州议会而榄州议员 。

## 政治生涯
2008年3月8日，阿米鲁丁于马来西亚第12届全国大选中胜出，当选为议员。